# 西四义普觉寺
西四义普觉寺，位于山西省晋城市泽州县巴公镇西四义村。
2013年1月，西四义普觉寺公布为第三批晋城市文物保护单位，编号3-58。2016年6月6日，西四义普觉寺公布为第五批山西省文物保护单位，古建筑类，年代为元-清，编号5-100。